# Borkowice (powiat brzeski)
Borkowice (niem. Borkwitz, 1936–1945 Borkenhain O.S) – wieś w Polsce, położona w województwie opolskim, w powiecie brzeskim, w gminie Lewin Brzeski.
W latach 1975–1998 miejscowość należała administracyjnie do województwa opolskiego.

## Historia
Od końca XVIII w. wieś posiadała wlasną pieczęć gminną, z legendą GEMEINDE | SIEGEL VON | BORKWITZ | FALKENBERG | KREIS.

## Integralne części wsi
| SIMC    | Nazwa | Rodzaj     |
| ------- | ----- | ---------- |
| 0498112 | Niwy  | przysiółek |

## Zabytki
Do wojewódzkiego rejestru zabytków wpisany jest dwór – willa, z 1872 roku.